# Sarmīte Štūla
Sarmīte Štūla (* 16. Dezember 1946) ist eine ehemalige sowjetische Leichtathletin lettischer Herkunft.
Die Mittelstreckenläuferin spezialisierte sich auf die 800-Meter-Distanz, über die sie bei den Leichtathletik-Halleneuropameisterschaften 1975 in Kattowitz die Silbermedaille gewann.

## Persönliche Bestzeiten
- 800 m: 2:00,8 min, 30. Juli 1975, Moskau
  - Halle: 2:06,2 min, 9. März 1975, Kattowitz